# Rosalia Chladek
Rosalia Chladek   (Brno, 21 de maig de 1905 - Viena, 3 de juliol de 1995) fou una ballarina, coreògrafa i professora de dansa.
Rosalia Chladek és considerada una de les pioneres més importants de la dansa lliure al segle XX a Europa (dansa expressiva). Va estudiar les causes i relacions del moviment ben aviat. A partir d'això, la seva tècnica de ball reconeguda internacionalment es va desenvolupar en cercles especialitzats sota el terme sistema Chladek.
En la seva joventut, Rosalie Chladek va gaudir d'una formació rítmico-musical a l'escola de Margarete Kallab de Brno del 1918 al 21. Després va estudiar durant tres anys a l'Escola d'Educació Rítmica, Música i Cosmètica de Hellerau a prop de Dresden, l'antiga institució educativa d'Émile Jaques-Dalcroze. Va completar aquesta formació amb un diploma d'ensenyament en educació corporal. El 1922 es va convertir en membre del grup de dansa Kratina de l'Escola Hellerau. Un any després, Chladek va crear diversos papers al Festival Hellerau al Príncep tallat en fusta de Valeria Kratina i a la Setmana del Festival de Música Moderna de Viena a "L'home i la seva enyorança" de Kratina. L'any següent la ballarina va fer el seu debut en solitari a Dresden. De 1924 a 1928 va ensenyar a l'escola Hellerau i després de l'escola es va traslladar a Àustria el 1925, a l'escola Hellerau-Laxenburg, prop de Viena.
El 1926 va adquirir la "Old Style Suite". L'any següent actua per primera vegada en solitari a Viena. El 1928 va rebre una invitació al 2n congrés de dansa alemanya a Essen i va debutar a Berlín. Posteriorment, Chladek va ser cap del centre d'entrenament de gimnàstica i dansa del Conservatori de Basilea fins al 1930 i va començar a desenvolupar el seu propi sistema d'educació en dansa moderna. Al mateix temps, va dirigir el grup de dansa del Conservatori de Basilea i va treballar com a coreògrafa al "Stadttheater Basilea". Va dirigir les peces "La història del soldat", "Petrushka", "Don Juan" i "Pulcinella". El 1930, la ballarina i el grup de dansa de Basilea van participar al 3r Congrés de Ballarins Alemanys a Múnic. A Viena va participar en el "Cicle d'elements", el "Cicle del ritme" i les "Figures de Petruschka". Fins al 1938, Rosalie Chladek va ser la directora artística del grup de dansa Hellerau-Laxenburg i la cap de formació de gimnàstica i dansa de l'escola Hellerau-Laxenburg.
El 1931 va participar per primera vegada en el "Wiener Festwochen", que va ser el tema "Festive Dance Suite". Els anys següents va rebre dos premis. El 1932 va guanyar el 2n premi per "Les Contrastes" al Gran Concurs Internacional de Coreografia de París i el 1933 també el 2n premi al Primer Concurs Internacional de Dansa Artística de Varsòvia, que va ser premiat per primera vegada a la secció de coreografia de cors de moviment en tragèdies gregues per a les clàssiques. Rosalia també va participar al Festival a Itàlia fins al 1952, i va haver d'interrompre la seva participació durant el temps a causa de la guerra. També va assistir a convidats a París. El 1934 va ballar els papers principals a "Marienleben" i "Joan of Arc". El 1935, amb motiu del desè aniversari de l'escola Hellerau-Laxenburg, la ballarina va desenvolupar la coreografia de "La Danza". Un any més tard va tocar a "Totengeleite" i va desenvolupar la "Suite mitològica", que havia iniciat amb "Narcís", "Pythia" i "Arma de dansa de la Penthesilea". Més tard es van afegir "Daphne", "Agaue" (1946) i "Höfische Suite". Poc després, la ballarina va participar en París i Roma.
El 1938 va realitzar la seva gira per Suècia, Estònia, Letònia, Polònia (inclòs Lodz) i Països Baixos com a part de la "Suite Arcàngel". L'any següent, va actuar com a convidada a Roma i una altra gira per Indonèsia amb Alexander von Swaine. El 1940 Chladek va rebre el seu primer director d'òpera amb "Orpheus i Eurydike" a l'òpera estatal de Viena, així com la seva obligació com a coreògrafa i ballarina solista a la "Deutsche Tanzbühne" de Berlín. Després va dirigir l'educació de dansa moderna als recintes de dansa magistral alemanya durant dos anys.

## El Sistema de dansa Chládek
Rosalia Chladek va desenvolupar la seva tècnica de ball als anys trenta, en un moment en què molts ballarins es van separar del ballet clàssic per seguir la seva pròpia voluntat d'expressar-se. Tot i això, mancaven d'una tècnica de ball més enllà del ballet que fos objectiu i independent del professor. Per tant, Chladek buscava una tècnica que pogués utilitzar-se com a mitjà d'expressió per al cos del ballarí amb totes les seves possibilitats. Per fer-ho, va partir dels dos paràmetres bàsics en els quals operem: les lleis físiques (gravetat, centrífugues, forces centrípetes) i les condicions anatòmiques del cos (articulacions, músculs). Rosalia Chladek va aconseguir desenvolupar un sistema lògic amb una terminologia clara.
Un tema important de la tècnica de Chladek i no tan registrat de manera conscient i diferenciada en cap tècnica de dansa moderna és el canvi de tensió en el cos. És una interacció entre la gravetat i l'energia pròpia, un principi en què els humans estem realment de manera permanent.
L'ús deliberat de diferents tensions corporals serveix de mitjà d'expressió per al ballarí. En conseqüència, aquesta tècnica no és una tècnica que tracta de determinades formes o posicions, ni tan sols moviments espectaculars, sinó una tècnica en la qual el curs del moviment i els molts matisos que hi determinen la qualitat del moviment i de l'expressió. Per aconseguir aquest moviment funcional i lògic de moviment en el cos, es treballa especialment intensament sobre la "permeabilitat" del cos.